# Малево (Мазовецьке воєводство)
Малево (пол. Malewo) — село в Польщі, у гміні Рацьонж Плонського повіту Мазовецького воєводства.
Населення — 46 осіб (2011).
У 1975-1998 роках село належало до Цехановського воєводства.

## Демографія
Демографічна структура станом на 31 березня 2011 року:
|          | Загалом | Допрацездатний вік | Працездатний вік | Постпрацездатний вік |
| -------- | ------- | ------------------ | ---------------- | -------------------- |
| Чоловіки | 22      | 6                  | 13               | 3                    |
| Жінки    | 24      | 6                  | 12               | 6                    |
| Разом    | 46      | 12                 | 25               | 9                    |